# Osobina
Osobina je element opisa jedinki i grupa živih bića. Individualna biološka promjenljivost (biodiverzitet) svake vrste živih bića obuhvata sve komponente individualne osobenosti ili individualnosti i grupne samobitnosti u morfološko–anatomskom, biohemijsko–fiziološkom i svakom drugom smislu, od razine molekula do životnih zajednica i viših stupnjeva ekološke integracije. 

## Definicija
Individue i grupe međusobno se biološki razlikuju po praktično beskonačnom nizu manje ili više uočljivih elemenata njihovog opisa, za koje se u bošnjačkom jeziku najčešće upotrebljavaju termini: osobina, svojstvo, odlika, značajka, obilježje, oznaka, karakter, karakteristika i dr. Svaka od tih komponenti opisa je, znači, opažajne prirode, tj. odabrani dio našeg viđenja ili mjerenja stvarnog stanja organizma ili grupe.
Kada je riječ o individualnoj promjenljivosti, noga, list ili kapsula, npr., nisu osobine, nego organi na kojima možemo zapaziti mnoštvo osobina kao što su: ukupna dužina, proporcije i obimi pojedinih dijelova, stupanj i raspored pigmentacije, jačina i ogroman broj drugih elemenata njenog opisa. Slično tome, ljudsko oko (npr.) je organski aparat, a neke od osobina su mu: veličina, oblik, boja dužice, razne funkcionalne (ne)sposobnosti itd. Krv je tečno tkivo čije su značajke: ukupna količina u organizmu, broj eritrocita, leukocita ili trombocita u jedinici zapremine, koncentracija šećera ili nekih drugih supstanci, grupna specifičnost eritrocita (krvne grupe), koncentracija hemoglobina i mnoge druge.
Iako počivaju na individualnim, grupne osobine predstavljaju novi kvalitet i viši nivo promjenljivosti, pa imaju drugačije metode posmatranja i mjerenja.
Sasvim pojednostavljeno, može se zaključiti da cjelokupna biologija počiva na proučavanju individualnih osobina, od molekulskog nivoa do cjelovitog organizma i njegovih odnosa sa životnom sredinom. Prirodu variranja individualnih svojstava u posmatranoj grupi osoba možemo opisati prema različitim kriterijima. Osnovno zapažanje o pojedinačnim osobinama jeste da se neke od njih kod svih pripadnika proučavane grupe javljaju u jednoj jednoobraznoj formi ili varijanti, druge – u dvije, a ostale u tri ili više međusobno različitih varijanti (fenotipova, varijabli, modaliteta, oblika  ). Na osnovu toga, sva svojstva ljudskog organizma možemo svrstati u monomorfna (crvena boja krvi, npr.), dimorfna (Rh sistem krvnih grupa: Rh+ i Rh-) i polimorfna (niz varijanti tjelesne visine, npr.); pojam i proučavanje promjenljivosti se (naravno) odnose samo na dimorfna i polimorfna obilježja. Prema prirodi unutargrupne promjenljivosti (tipu varijacije), sve osobine se mogu podijeliti na dvije osnovne, izuzetno raznorodne kategorije: kvalitativne i kvantitativne.

## Kategorizacija
- Kvalitativne (kakvoćne) osobine (lat. qualitas = kakvoća, vrsnoća, vrednoća, odomaćeno kao: kvalitet) u posmatranoj grupi organizama variraju diskontinuirano (nepovezano, isprekidano), bez prijelaznih modaliteta između pripadajućih varijanti – ograničenog broja. Pošto svaki organizam po tom svojstvu alternativno pripada samo jednoj od tih varijanti, ovakva promjenljivost se označava i kao diskontinuirana ili alternirajuća (lat. alternum = drugo od dvoje; alternativa = jedna od dvije mogućnosti po principu ili – ili, tj. da li neka osoba ima ili nema odabranu varijantu posmatranog svojstva, bez obzira na mogući broj ostalih varijanti).[1]

Ako (npr.) u humanim populacijama promatramo unutargrupnu različitost po krvnim grupama ABO sistema, odgovarajućom laboratorijskom pretragom ćemo pouzdano utvrditi da svaki ispitanik pripada isključivo jednom  od  četiri glavna fenotipa ove osobine: A ili B ili AB ili O krvnoj grupi,  a  nikada nekoj (nepostojećoj!) "međugrupi". Ovakav tip promjenljivosti čovjeka (npr.) je karakterističan za mnogobrojna dimorfna i polimorfna svojstva kao što su: ABO, MN(S), Rh i drugi sistemi krvnih grupa, viđenje boja (normalno – defektno), boja očiju (crne – smeđe – zelene – sive – plave – albino) itd.
- Kvantitativne (količinske) osobine (lat. quantitas = kolikoća, količina, veličina; odomaćeno: kvantitet) imaju takav tip promjenjivosti koji se opisuje, mjeri i imenuje jedinicama jednog ili više postojećih sistema mjera (m, m2, m3, itd.) ili se izražava neimenovanim brojevima, na osnovu jednostavnog prebrojavanja osnovnih jedinica posmatranja (broj eritrocita u 1  ml  krvi ili bilo kog drugog mjerljivog i brojljivog svojstva, u  bilo kojoj vrsti organizama. Uobičajeno je da se mjerne osobine označavaju kao metričke, a one koje se registriraju brojanjem – kao merističke; budući da svi njihovi modaliteti uvijek imaju brojni izraz, i jedne i druge se svrstavaju u numeričke.

Kvantitativna svojstva variraju kontinuirano (neprekinuto, postojano) – fluktuirajuće  (kolebljivo, talasasto), po čemu su poznata i pod nazivima kontinuirana ili fluktuirajuća. Prema tome, kod njih se, između krajnjih granica promjenljivosti, može izdvojiti neprekinuti niz prijelazni modaliteta. Zavisno od preciznosti mjerenja i širine raspona varijacije, između dva ekstrema ovakvih osobina može se pojaviti praktično neograničen broj modaliteta (varijanti), pri čemu se susjedne varijable u posmatranom nizu mogu međusobno minimalno razlikovati.
Kvantitativnu promjenljivost ispoljava ogroman broj izrazito polimorfnih – mjerljivih  i brojljivih morfološko–anatomskih, biohemijsko–fizioloških i ostalih svojstava živih organizama.
- Prema "karakteru karaktera", tj.  prirodi i razini ispoljavanja, sve osobine (i kvalitativne i kvantitativne) mogu se svrstati u morfološke, biohemijske, fiziološke, etološke i dr., ili pak u “kombinovane” kategorije kao što su: morfo–fiziološke, biohemijsko–fiziološke i sl.[4]

## Faktori i dinamika formiranja osobina
Sveukupna promjenljivost individua i grupa živog svijeta u cjelini određena je genetičkim i negenetičkim (sredinskim) činiocima. Prvi obuhvataju isključivo genetičke osnove (biološkog nasljeđivanja), a drugi – veoma raznorodnu skupinu činilaca unutrašnje (unutartjelesne) i spoljne (ekološke) sredine, u kojoj se ostvaruju razvojni i drugi životni procesi. Veoma je mali broj osobina koje određuju isključivo genetički ili samo sredinski činioci, a još manje onih koje su određene pojedinačnim činiocima svakog od ovih kompleksa.
Skup svih gena jednog organizma, sa nasljednim uputstvima za formiranje njegovih organa i funkcija (i njihovih svojstava), označava se kao genotip. Sva formirana svojstva tog organizma čine njegov fenotip. To je sveukupnost onoga što se može uočiti ili zaključiti o nekoj individui, izuzimajući njenu genetičku supstancu. Treba posebno naglasiti da novi živi organizam ne nasljeđuje osobine, nego gene svojih roditelja, i to – kod biseksualnog razmnožavanja – samo one iz spermatozoida i jajne ćelije koji ga začinju. Kod organizama sa vegetativnim razmnožavanjem, nasljeđuje se kompletan genotip, a unutrašnja i vanjska sredina dodaju novonastale uticaje. Suglasno tome, počev od prve diobe zigota, svaka novonastala ćelija u procesu formiranja i održavanja organizma ne dobija izvorne roditeljske gene, već samo jednu iz niza njihovih kopija. Genotip obuhvata sve somatične činioce koji imaju sposobnost autoreprodukcije, bez obzira da li su locirani u hromosomima ili su plazmageni. Ostale ćelijske strukture ne produciraju svoje replike, već nastaju od drugih ćelijskih sastojaka, a u krajnjoj instanci – ili pomoću – ili od samog genetičkog materijala.
U vezi sa biološkim osnovama ispoljavanja individualne varijacije, neophodno je poznavanje prirode interakcije genotipa i spoljne sredine u formiranju pojedinih fenotipskih svojstava i organizma u cjelini. Budući da se u genetičkoj analizi posmatra ograničen obim individualne promjenljivosti, uobičajeno je da se pojam genotipa odnosi i na genetičke faktore pojedinih svojstava i njihovih kombinacija. S druge strane, i fenotipska svojstva se, također, mogu posmatrati parcijalno ili kompleksno. Genotipom i fenotipom se označavaju i određene skupine organizama sa odgovarajućim zajedničkim nasljednim svojstvima.
Nasljeđivanje mnogih normalnih i patoloških svojstava može se prihvatljivo objasniti osnovnim postulatima mendelovske (mendelijanske) genetike, bez obzira na prirodu varijacije (boja, oblik, veličina, morfološka i anatomska struktura, funkcija, biohemijski sastav, mentalni i etološki sklop i dr.) ili njen nivo (molekularni, ćelijski, tkivni, organski, individualni). Međutim, organizam nije prosti zbir jedinačnih osobina i elemenata, a posjedovanje jednog gena ne znači da njegovi nosioci nužno imaju odgovarajuće obilježje. Sve uočljive osobine organizma u ogromnoj većini slučajeva su rezultat uzajamnog djelovanja mnogih gena (poligenija), odnosno određeni gen polivalentno (plejotropija) utiče na formiranje više svojstava (polifenija). S tim u vezi treba podsjetiti da, i u hipotetičnim okolnostima učešća kompletnog genotipa u formiranju svakog individualnog svojstva, u gametogenezi geni (izuzimajući vezane) nezavisno segregiraju, tj. održavaju svoju individualnost i partikularizam. Gameti, uostalom, sadrže genetičku šifru svih individualnih svojstava i potencijala (od kojih neke uopće ne ispoljavaju), što se, u principu, ne odnosi i na sve somatične ćelije i tkiva – u  kojima se realizuju samo njihove specifične konstelacije.
Dug je i kompleksan, a još uvijek nedovoljno poznat, splet procesa što se dešavaju od formiranja zigotnog genotipa pa do fenotipa odraslog organizma, koji je obuhvaćen općim pojmom razvića. U suštini, život i jeste neprekinuti razvoj i starenje, a njihove fenotipske manifestacije se mogu posmatrati na svakom proučavanom stupnju individualne metamorfoze. Fenotip se, prema tome, neprestano mijenja – u morfološko-anatomskom, funkcionalnom, etološkom, mentalnom i socijalnom kompleksu. Tokom ontogeneza|ontogeneze]], naslijeđeni geni samo određuju prirodu i raspon mogućeg variranja odgovarajućeg svojstva unutar koga se ostvareni fenotip formira kao rezultanta njihove interakcije sa sredinskim utjecajima. Začetna ćelija (zigot) kojom počinje život individue, dakle, sadrži sve nasljedne osnove građe i funkcije odraslog organizma, čija se svojstva oblikuju u složenim razvojnim procesima na koje neizbježno utiče i spoljna sredina.
Rezultanta interakcije gena i sredine je proces individualnog razvića u kome se odvija specifična sukcesija karakterističnih fenotipskih promjena. Tokom ontogeneze, genotip određuje okvire reakcione norme organizma na sredinske uticaje različite prirode. Zato je svaki individualni fenotip, u svakom posmatranom trenutku, određen normom reakcije na preživljeni niz sredina prethodnog života, a u budućnosti ga određuje postojeće stanje modifikovano individualnim odgovorima na sredine u kojima će, u međuvremenu, opstajati. Sve komponente fenotipa nužno su određene genotipom i sukcesijom sredinskih uticaja sa kojim sudjeluju; nema živog bića bez genotipa niti on može egzistirati izvan prostorno–vremenskog  kontinuuma sopstvenog životnog okruženja.
Fenotipske varijacije istog ili identičnog genotipa uzrokovane su isključivo egzogenim faktorima i označavaju se kao modifikacije, a nasljedna promjenljivost ima dva osnovna izvora: rekombinacije postojećeg genetičkog materijala i njegove kvalitativne ili kvantitativne promjene, tj. mutacije. S tim u vezi, najčešće se postavlja pitanje srazmjera učešća genetičkih i sredinskih faktora u determinaciji promjenljivosti određenih svojstava, njihovih kombinacija i fenotipa u cjelini. Raspon variranja ovog odnosa se kreće od onih osobina koje su isključivo određene nasljeđem do onih na čije ispoljavanje genetički faktori nemaju praktično nikakvog uticaja. Pritom je minoran broj osobina u čijoj determinaciji učestvuju isključivo jedni ili drugi činioci. Na primjer, individualna pripadnost kvalitativnim fenotipovima krvnih grupa ili izoenzima većine poznatih sistema određena je samo nasljednim faktorima, dok maternji jezik, traumatske fenotipske oznake ili naučeni oblici socijalnog ponašanja i kulture imaju isključivo sredinsku etiologiju. Zato je, općenito gledajući, naučno neodrživa podjela osobina na sredinske i nasljedne jer u determinaciji promjenljivosti ogromne većine svojstava u određenom odnosu učestvuju i nasljedni i nenasljedni činioci. Ključni je problem procjene srazmjere njihovih uticaja, a ona je moguća u svim kvantitetima parcijalne prevage, odnosno podjele osobina na nasljedne i  nenasljedne (genetičke i sredinske ili urođene i prirođene).
Složenost genetičke kontrole  nasljednog dijela varijacije fenotipa uveliko varira, a po tom kriteriju se razlikuje monogenske osobine, oligogenske i poligenske, pri čemu je najviše onih koje podliježu kombiniranim modelima nasljeđivanja. Relativni omjer ukupnog doprinosa genetičkih i negenetičkih faktora realizaciji određenog fenotipskog svojstva (bez obzira na njegovu prirodu) označava se kao heritabilnost.